# Сотников, Юрий Васильевич
Юрий Васильевич Сотников (1950—2018) — сотрудник российских органов государственной безопасности, генерал-майор.

## Биография
Юрий Васильевич Сотников родился 18 июля 1950 года в селе Бурлинка Бурлинского района Алтайского края. После окончания средней школы работал работал столяром на Славгородском заводе радиоаппаратуры.
В 1972 году поступил на службу в органы Комитета государственной безопасности при Совете Министров СССР. В 1978 году окончил Алтайский государственный университет. Служил на оперативных, затем на руководящих должностях в системе советских, а затем российских органов государственной безопасности Советского Союза.
В 1991 году Сотников был назначен начальником Управления Федеральной службы безопасности Российской Федерации по Алтайскому краю.
После распада Советского Союза продолжал службу в системе Министерства безопасности — Федеральной службы безопасности Российской Федерации. На протяжении четырнадцати лет бессменно возглавлял Алтайское краевое управление.
В 2005 году вышел в отставку в звании генерал-майора.
Проживал в Барнауле. Умер 30 января 2018 года, похоронен на Черницком кладбище Барнаула.
Был награждён орденом «Знак Почета» и медалями.